# Phénomia9
PHÉNOMIA9 est une télé-réalité jeunesse québécoise diffusé sur VRAK.TV en 2003. L'émission est une adaptation de la télé-réalité qui l'a précédée, Mixmania.

## Concept

### L’émission
PHÉNOMIA9 est une télé-réalité produite par Zone 3 et diffusée sur VRAK.TV en 10 épisodes. Après avoir été sélectionnés parmi des centaines de jeunes, neuf adolescents ont pu réaliser leur rêve : chanter devant un public.
Tout au long de leur aventure, d'une durée de neuf semaines, ils habitent un loft et reçoivent une formation en chant, en danse et en interprétation théâtrale. Ils montent ensemble un opéra-rock qu'ils présenteront dans les quatre coins du Québec.
L’émission était animée par Julie St-Pierre et Emmanuel Juteau-McEwan. Les deux avaient participé eux-mêmes à l'émission Mixmania l'année précédente.

### L'opéra-rock
L'histoire se déroule en 2200. Le Soleil n'a plus l'énergie qu'il faut pour briller et menace de s'éteindre. La Terre est donc couverte d'une épaisse couche de glace et est inhabitable. L'humanité a donc dut se réfugier six pieds sous terre pour pouvoir survivre. Tout espoir semble perdu mais une prophétie annonce la venue de neuf élus : les Phénomias. Ceux-ci possèdent le pouvoir de sauver le Soleil et l'humanité lors d'une éclipse solaire.
Émy, Ioan, Hori, Océane et Angela (les cinq représentant le côté de la lumière) ainsi que Paco, Malen et Nina (représentant le côté sombre) sont huit des neuf élus. Ils s'efforcent alors de trouver celui qui manque à l'appel mais n'y parviennent pas.
Or, deux jours avant l'éclipse se présente Phen, un jeune garçon handicapé se déplaçant avec des béquilles. Celui-ci prétend avoir reçu la visite de la déesse Lula qui lui confia qu'il était celui qui manquait à l'appel. Malheureusement pour lui, les Phénomias ne le croient pas, principalement à cause de son handicap, le croyant faible de corps et d'esprit. Par contre, Émy, ayant été témoin de l'apparition de la déesse, prendra sa défense devant le groupe. Cela créera des tensions avec eux, principalement avec son amoureux, Ioan.
Déterminée, Émy tentera de convaincre les autres que Phen est réellement l'élément manquant, en vain. Paco et Malen prendront alors la parole et se moqueront de la crédibilité de Phen, influençant Ioan par la même occasion.
Cela bouleversera alors l'équilibre existant dans le groupe, entraînant sa séparation. Ioan, Émy et Phen partent de leur côté et les autres restent confus. Après maintes discussions, ceux-ci finissent par conclure qu'ils doivent se débarrasser au plus vite de Phen. Ils le retrouvent et tentent de l'envoyer dans un tunnel infini dont on ne peut sortir. Malheureusement, ce ne fut pas Phen qui y fut jeté mais Malen par accident. Phen la sauvera finalement du danger. Les autres Phénomias, ainsi que Ioan et Émy étant revenus après s'être réconciliés, le reconnaissent alors comme l'élu manquant et ils sauveront ensemble la Terre et l'humanité.

## Résultat des votes
Tout au long de l'émission, les phénomiaques étaient amenés à contribuer à la conception de l'opéra-rock en votant à chaque semaine pour un sujet différent. Par exemple, le public devait choisir entre deux sortes de costumes pour les personnages ou choisir les candidats qui interpréteraient les rôles principaux.
Semaine 1 : Choix des 9 participants de l'émission
Semaine 2 : Choix du costume de l'opéra-rock entre le style «Néotrash» et «Odyssée».   Gagnant : Néotrash.
Semaine 3 : Choix des interprètes de Phen et Émy Gagnants : Philippe pour Phen, Émilie pour Émy.

## Participants
- Philippe Touzel (Phen)
- Émilie Janvier (Émy)
- Mathieu Robichaud (Ioan)
- Julie Lefebvre (Angela)
- Mélodie Sylvestre-Lesieur (Nina)
- Anthony Bouffard (Hori)
- Valérie Boulianne Lefrançois (Océane et la déesse Lula)
- Marie-Michèle Rivard (Malen)
- Jean-François Soucy (Paco)

PHENOMIA

Paco

Hori

Emy

Nina

Océane

Malen

Ioan

Angela

## Discographie
PHÉNOMIA9 (sorti le 8 novembre 2003)
1. Ensemble
2. Chercher la lumière
3. L'heure de vérité (Phen)
4. L'amour est ma loi
5. Loin d'ici
6. Faux prophète
7. Désolé
8. Orphelins
9. L'heure de vérité (le pardon de Paco et Malen)
10. De l'or au ciel [2]

PHÉNOMIA9 en concert (sorti le 8 juin 2004)
1. Ensemble
2. Chercher la lumière
3. Chanter plus fort
4. Loin d'ici
5. Inventer des histoires
6. Faux prophète
7. Désolé
8. Orphelins
9. L'amour est ma loi
10. De l'or au ciel
11. Je veux être libre
12. Rock with me
13. Où est ma foi
14. Doris
15. Aimes-tu la vie
16. Ensemble (le rappel)[3]